# Керівники Дубно і Дубенського району

## Керівники Дубно та Дубенського району
Станом на 1 вересня 1939 року головою окружної управи в Дубні був Сігізмунд Ковальський, секретарем окружної управи в Дубні - Купріян Мартинюк
Станом на грудень 1939 року 1-м секретарем Дубенського повітового комітету ВКП(б)У був Сава Васильович Волощенко, 2-м секретарем - Павло Іванович Дитковський, 3-м секретарем - Дмитро Кіндратович Ткаченко,  завідуючим пропагітаційного відділу повітового комітету ВКП(б)У - Вячеслав Констянтинович Івончик, завідувач оргінстукційного відділу повітового комітету ВКП(б)У - Тихон Максимович Морозов.        
. 
Головою Дубенського повітового виконкому був Харитон Сидорович Кученко (до кінця 1939 року), заступником голови Дубенського повітового виконавчого комітету - Михайло Григорович Тимошенко, секретарем Дубенського повітового виконавчого комітету - Микола Агеєвич Береза, завідувачем повітового відділу здоров'я - Іван Михайлович Клецко, завідувачем повітового фінансового відділу - Григорій Архипович Рак, завідувачем повітового відділу народної освіти - Василь Федорович Нюнько.      
, редактором повітової газети "Дубенська правда" - Василь Дементійович Черняхівський, керуючим філії державного банку -Н.І.Розенбліт, народним суддею Дубенського повіту І.Е.Лебедик.  
Станом на травень 1940 року секретарем Дубенського райкому ВКП(б)У був Татаренко,  головою Дубенського районного виконавчого комітету - Михайло Григорович Тимошенко
Станом на жовтень 1940 року начальником паспортного столу НКВС Дубенського району був Вовк
З грудня 1940 року до 25 березня 1941 року головою виконкому міської ради Дубно був Давидченко..
Станом на 22 червня 1941 року першим секретарем Дубенського райкому ВКП(б)У був  Олексій Іванович Денисенко,  завідуючим пропагітаційного відділу Дубенського райкому ВКП(б)У - Вячеслав Констянтинович Івончик , завідувачем організаційного відділу Дубенського райкому ВКП(б)У Білоус. 
Головою виконкому міської ради Дубно - Сидір Онуфрійович Козійчук ,  головою Дубенського райвиконкому - Михайло Георгійович Тимошенко, начальником Дубенської пошти - Пономаренко  начальником паспортного столу НКВС Дубна - Петренко,, редактором Дубенської районної газети "Дубенська правда" - Василь Дементійович Черняхівський , завідувачем райфінвідділу - Кушко   завідувачем райземвідділу - Іван Кушко , головою Варковицької сільради - Кейтель,  директором Дубенської районної контори «Укрплодоовоч» - І.К.Нікулін 
В період німецької окупації з 25 червня 1941 року до вересня 1942 року головою Окружної Управи в Дубні був Олекса Сацюк, відділом Освіти і Виховання керував Авенір Коломиєць
Станом на 14 січня 1945 року 1 секретарем Дубенського райкому ВКП(б)У був Т.С.Жуков, секретарем Дубенського райкому ВКП(б)У - Г.В.Баранник, головою Дубенського райвиконкому - Н.С.Марута.

### Керівництво і склад  НКДБ в Дубно та Дубенському районі
Станом на 22 червня 1941 року був такий склад НКДБ. Згідно свідчень пенсіонера М. Нікуліна від 12.09.1989р., арк.164 Дубенський райвідділ НКДБ нараховував 11 осіб, включаючи 2 водіїв, 2 вахтерів, друкарку та прибиральницю. Старший лейтенант Яків Давидович Винокур, 35-ти років, був начальником Дубенського повітового (з вересня 1939 р.), районного (з січня 1940 р.) відділу НКВС. З лютого 1941 року - начальник Дубенського районного відділу НКДБ. Його особистим секретарем і повноважним заступником була Хана Беренштейн. Заступником начальника райвідділу НКДБ був Олександр Іванович Цибань, співробітниками райвідділу НКДБ - Олексій Максимович Давиденко, оперуповноваженим - Іван Кирилович Нікулін, оперуповноваженим - лейтенант Борис Дмитрович Колобков, водієм райвідділу НКДБ - О.Б.Маратковський.
Довгий період в Дубенському НКДБ до червня 1941 року працювали оперуповноважений Козлов та старший оперуповноважений Овчарук..
Станом на 14 січня 1945 року начальником Дубенського райвідділу при НКДБ був Г.С.Голуб

### Керівництво і склад НКВС в Дубно та Дубенському районі
Сержант НКВС Віктор Степанович Черевко був начальником Дубенського райвідділу НКВС, заступником начальника райвідділу НКВС - Зверєв, заступником начальника Дубенського райвідділу НКВС по політичній частині  - Іван Павлович Челноков. Працівниками Дубенського райвідділу НКВС були Павло Білоусов, сержант НКВС М.І.Поляков , Шаповнік,  Григорій Миколайович Бурдило, Іван Степанович Войт,  Олександр Григорович Андрушин, Касьянчук, Матвійчук 

### Керівництво прокуратури
Станом на червень 1941 року прокурором Дубенського району був Іванов ,  станом на червень 1945 року - Мітченко

### Керівництво Дубенської в'язниці
В 1940 році згідно протоколу Рівненського бюро Обкому партії  начальником Дубенської в'язниці №2 був призначений Шинкаркін. Згідно відповіді  Державного архіву Російської федерації на початку 90 років Рівненському обласному краєзнавчому музею під час розстрілів начальником в'язниці був В.І.Манилюк.. Заступником начальника в'язниці був Віктор Степанович Черевко, начальник Дубенського райвідділу НКВС, начальником адміністрації в'язниці була Рахіль Гейфер. Політруком в'язниці був Г.К.Кабашний, один з  наглядачів - С.Т.Черкассов Крім цього в дирекції в'язниці був Іван Павлович Челноков, політрук Дубенського райвідділу НКВС,  Працівниця в'язниці - Н.М.Якобчук  Співробітники в'язниці - Єгоров і Зав'ялов
Згідно свідчень пенсіонера М. Нікуліна від 12.09.1989р., арк.164 в'язниця мала власний потужний штат - понад 57 осіб наглядацького та керівного складу, 2 взводи охорони військ НКВС.